# Осычки (Житомирская область)
Осы́чки (укр. Осички) — село на Украине, находится в Радомышльском районе Житомирской области.
Код КОАТУУ — 1825087401. Население по переписи 2001 года составляет 510 человек. Почтовый индекс — 12241. Телефонный код — 4132. Занимает площадь 1,618 км².

## История
В 1946 году указом ПВС УССР село Ляховая переименовано в Осычки.

## Галерея

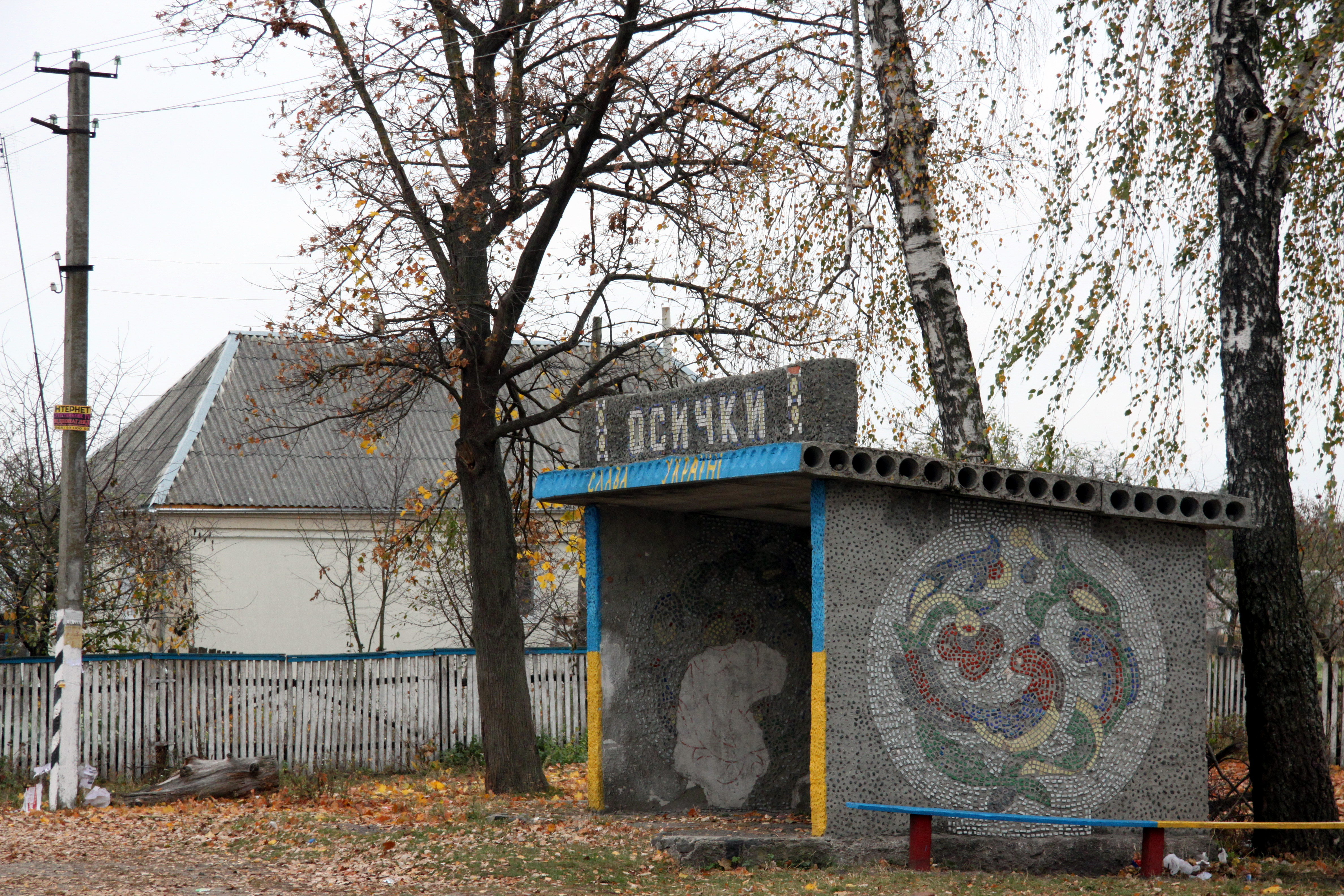
Автобусная остановка
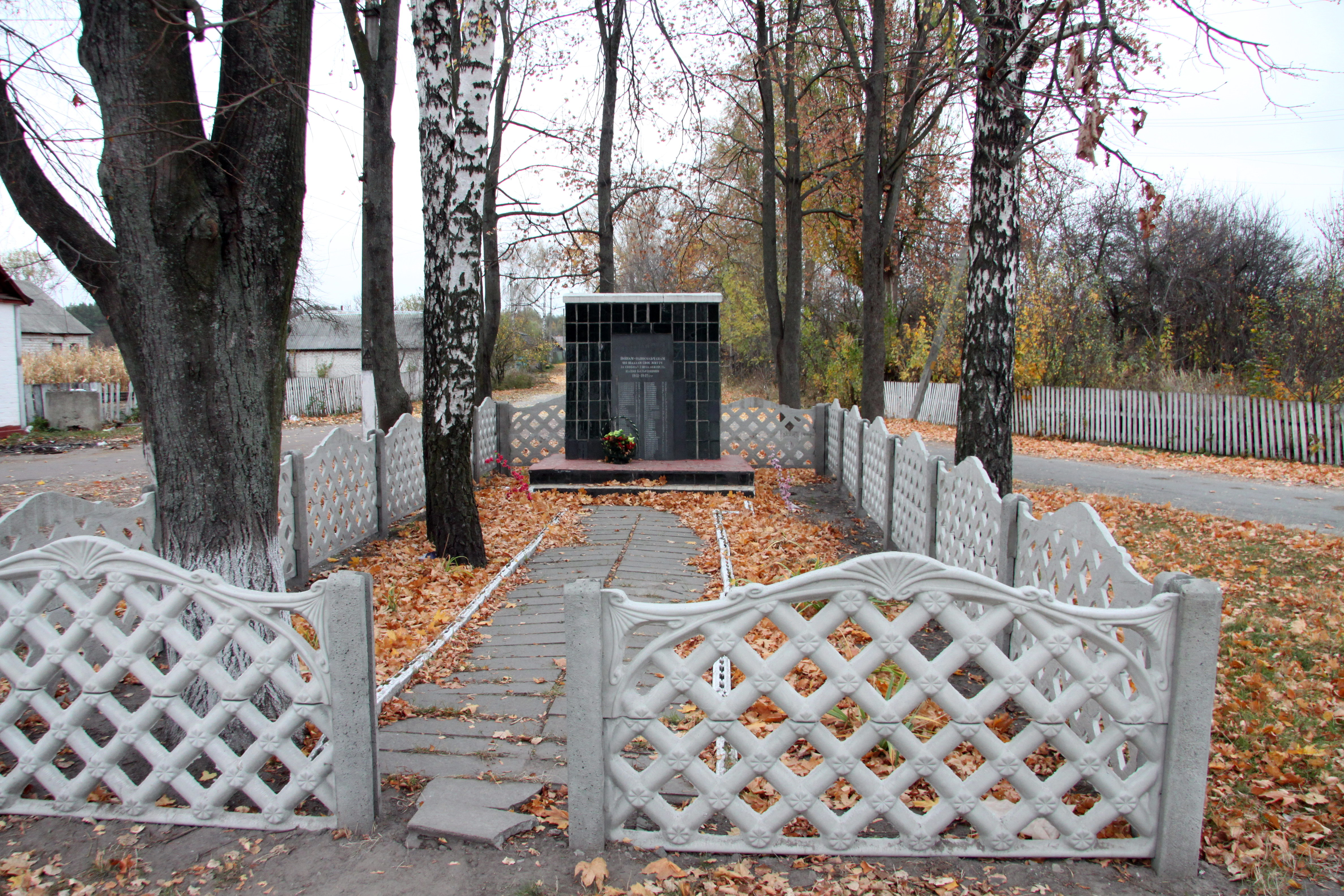
Памятник воинам-односельчанам

## Адрес местного совета
12244, Житомирская область, Радомышльский р-н, с. Осычки